# Antoni Wodziński
Antoni Wodziński, né le 30 septembre 1848 à Śmiłowice et mort le 22 octobre 1928 à Służewo, est un écrivain et traducteur polonais.

## Biographie
Fils de Feliks Wodziński et Łucja Wolicka, il est surtout connu pour être le biographe de Frédéric Chopin, et pour avoir traduit en français les œuvres d'Henryk Sienkiewicz.
Neveu de Maria Wodzińska, il s'exile à Paris et y fait ses études.

## Œuvre
- 1886 : Les Trois Romans de Frédéric Chopin[1]
- 1912 : O Marii Wodzińskiej[2]